# Master (College)
Master ist eine traditionelle Bezeichnung für das Oberhaupt eines Colleges in Oxford und Cambridge. Bei einem weiblichen Oberhaupt wird auch in manchen Fällen die Bezeichnung Mistress gebraucht. In vielen Colleges (z. B. King’s College in Cambridge, The Queen’s College in Oxford oder Queens’ College im Cambridge) werden andere Bezeichnungen benutzt, so z. B. Warden, Provost oder auch President (in den genannten Fällen wohl deshalb, vielleicht weil man eine Amtsbezeichnung wie „Master of Kings“ als nicht angebracht gefunden hatte). 
Der Posten ist traditionell innerhalb der Collegehierarchie recht hoch angesehen und wird dementsprechend meistens mit verdienten Forschern oder sonstigen Mitgliedern des Colleges besetzt, die zu hohem Ansehen gekommen sind. Die faktische Macht ist aber eher beschränkt (wobei dies von Fall zu Fall je nach Collegestatut unterschiedlich ist); in den meisten Fällen handelt es sich eher um einen primus inter pares, auch wenn der Master meistens in den Entscheidungsgremien im College von Amts wegen einen Sitz hat.
Eine wichtige Rolle fällt ihm außerdem bei den Abschlussfeiern in Cambridge zu, bei denen er in den allermeisten Fällen den Vizekanzler der Universität vertritt.